# Ibanag jezik
Ibanag jezik (ybanag; ISO 639-3: ibg), austronezijski jezik sjevernoluzonske skupine, kojim govori 500 000 ljudi (1990 SIL) u filipinskim provincijama Isabela, Cagayan i Nueva Vizcaya na otoku Luzon.
S još osam jezika čini ibanašku podskupinu. Ima dva dijalekta sjeverni (sjevernoibanaški) i južni (južnoibanaški). Etnička grupa (ratari i ribari) zove se Ibanag. U upotrebi je i filipinski [fil]. Pismo: latinica.

## Vanjske poveznice
- Ethnologue (14th)
- Ethnologue (15th)